# WWE-ov međukontinentalni naslov
WWE Intercontinental Championship je naslov u profesionalnom hrvanju predstavljen i korišten u američkoj tvrtki WWE na SmackDown brendu. Jedan je od dva naslova druge kategorije za WWE-ov glavni roster, zajedno s WWE United States Championshipom, koji se nalazi na Raw brandu. Trenutni prvak je Ricochet koji naslov drži po prvi put.